# Pål (kulle i Antarktis)
Pål är en kulle i Antarktis. Den ligger i Östantarktis. Norge gör anspråk på området. Toppen på Pål är 1 361 meter över havet.
Terrängen runt Pål är huvudsakligen lite kuperad. Trakten är obefolkad. Det finns inga samhällen i närheten.